# 욕망의 불꽃 (드라마)
《욕망의 불꽃》은 2010년 10월 2일부터 2011년 3월 27일까지 방영된 문화방송 주말 특별기획 드라마이다. 그리고 MBC ON에서 다시 방영했다.

## 줄거리
한 가족의 이야기를 중심으로 인간의 끝없는 욕망과 파멸을 부르는 탐욕, 권력에 대한 갈구, 부에 대한 동경과 멸시, 애증이 엇갈린 사랑을 그리고 있다.

## 등장 인물

### 주요 인물
- 신은경 : 윤나영(41세) 역 (아역 : 김유정) - 대서양그룹 셋째 며느리, 민재의 모친, 혜진(인기)의 생모, 야심가
- 조민기 : 김영민(42세) 역 (아역 : 주한하) - 대서양그룹 셋째 아들, 민재의 부친
- 서우 : 백인기(박혜진)(22세) 역 (아역 : 김유정(1인 2역)) - 인기 여배우, 나영과 덕성의 사생아, 어릴 때 이름은 혜진
- 유승호 : 김민재 → 송민재(21세) 역 (아역 : 신동우) - 진호와 인숙의 아들, 태진의 가짜 손자

### 대서양 그룹
- 이순재 : 김태진(78세) 역 - 대서양 그룹 회장
- 이효춘 : 강금화(74세) 역 - 태진의 두 번째 아내
- 김병기 : 김영대(58세) 역 - 태진의 맏아들, 영준과 영민의 이복형, 미진의 이복오빠
- 이보희 : 차순자(51세) 역 - 태진의 맏며느리, 영대의 아내
- 조성하 : 김영준(43세) 역 - 태진의 둘째 아들, 영민의 형, 후계자 1순위
- 성현아 : 남애리(38세) 역 - 태진의 둘째 며느리, 국회의원 딸, 영준의 아내
- 손은서 : 김미진(29세) 역 - 태진의 딸, 영민의 이복 여동생
- 김승현 : 김영식(26세) 역 - 태진의 막내 아들, 영민의 이복동생, 조카가 방황할 때 돌봄
- 백종민 : 김상재 역 - 영준과 애리의 아들, 바람둥이

### 나영, 정숙네
- 이호재 : 윤상훈 역 - 태진의 오랜친구, 나영, 정숙의 부친
- 김희정 : 윤정숙(42세) 역 (아역 : 서지희) - 나영의 친언니, 본래 영민의 정혼자
- 조진웅 : 강준구(29세) 역 - 정숙의 남편

### 주변 인물
- 이세창 : 박덕성(42세) 역 - 인기의 생부, 버스회사 사장 아들
- 박찬환 : 송진호(42세) 역 † - 인숙의 기둥서방, 민재의 생부 (28회 사망 추정 / 특별출연)
- 엄수정 : 양인숙(45세) 역 † - 영민의 첫사랑, 민재의 생모 (29회까지 특별출연)
- 전세현 : 진숙 역 - 인기의 코디

### 그 외 인물
- 정혜원 : 김희숙 역 - 태진의 손녀, 영준과 애리의 딸
- 박상신 : 김경재 역 - 태진의 장손, 영대와 순자의 큰아들
- 배재준 : 김영재 역 - 태진의 손자, 영대와 순자의 둘째 아들
- 윤보라 : 김희정 역 - 태진의 손녀, 영대와 순자의 큰딸
- 전해인 : 김희영 역 - 태진의 손녀, 영대와 순자의 막내딸
- 이성호 : 윤박사 역 - 대서양가의 주치의
- 조경환 : 남영국 역 - 애리의 큰아버지
- 윤덕용 : 남국진 역 - 애리의 부친
- 정수인 : 간호사 역
- 김승민 : 장윤식 역 - 인기의 소속사 대표
- 이건 : 민현필 역 - 인기의 매니저
- 원종례 : 미상 역(특별출연)
- 추교진 : 납치범 역

## 시청률
최저 시청률과 최고 시청률은 시청률 조사회사와 지역별로 시청률에 차이가 있을 수 있습니다.
| 2010년      | 2010년      | 2010년         | 2010년       | 2010년         | 2010년       |
| 회차        | 방송일      | TNmS 시청률    | TNmS 시청률  | AGB 시청률     | AGB 시청률   |
| 회차        | 방송일      | 대한민국(전국) | 서울(수도권) | 대한민국(전국) | 서울(수도권) |
| ----------- | ----------- | -------------- | ------------ | -------------- | ------------ |
| 제1회       | 10월 2일    | 10.6%          | 10.9%        | 12.8%          | 12.8%        |
| 제2회       | 10월 3일    | 9.1%           | 9.0%         | 12.4%          | 12.3%        |
| 제3회       | 10월 9일    | 13.1%          | 13.7%        | 12.9%          | 12.8%        |
| 제4회       | 10월 10일   | 13.6%          | 14.3%        | 14.4%          | 15.1%        |
| 제5회       | 10월 16일   | 13.7%          | 14.1%        | 16.7%          | 18.0%        |
| 제6회       | 10월 17일   | 14.9%          | 15.8%        | 15.5%          | 16.2%        |
| 제7회       | 10월 23일   | 13.4%          | 13.9%        | 15.3%          | 16.2%        |
| 제8회       | 10월 24일   | 14.3%          | 14.7%        | 16.4%          | 17.3%        |
| 제9회       | 10월 30일   | 13.7%          | 14.4%        | 15.5%          | 15.8%        |
| 제10회      | 10월 31일   | 13.4%          | 13.6%        | 15.2%          | 15.9%        |
| 제11회      | 11월 6일    | 11.8%          | 12.2%        | 14.3%          | 15.3%        |
| 제12회      | 11월 7일    | 11.7%          | 12.0%        | 14.3%          | 15.5%        |
| 제13회      | 11월 13일   | 12.7%          | 13.5%        | 14.4%          | 16.7%        |
| 제14회      | 11월 14일   | 10.1%          | 10.0%        | 13.5%          | 14.5%        |
| 제15회      | 11월 21일   | 10.5%          | 10.6%        | 13.3%          | 14.6%        |
| 제16회      | 11월 28일   | 8.2%           | 8.9%         | 10.6%          | 10.9%        |
| 제17회      | 12월 4일    | 8.7%           | 9.0%         | 11.6%          | 12.5%        |
| 제18회      | 12월 5일    | 8.5%           | 9.1%         | 11.4%          | 12.6%        |
| 제19회      | 12월 11일   | 9.2%           | 9.8%         | 12.0%          | 12.7%        |
| 제20회      | 12월 12일   | 9.0%           | 9.1%         | 12.1%          | 13.4%        |
| 제21회      | 12월 18일   | 9.2%           | 9.4%         | 12.5%          | 13.5%        |
| 제22회      | 12월 19일   | 10.4%          | 10.9%        | 13.6%          | 14.9%        |
| 제23회      | 12월 25일   | 9.9%           | 10.0%        | 13.7%          | 14.3%        |
| 제24회      | 12월 26일   | 10.1%          | 10.4%        | 12.8%          | 13.5%        |
| 2011년      |             |                |              |                |              |
| 제25회      | 1월 1일     | 10.4%          | 12.8%        | 14.0%          | 14.5%        |
| 제26회      | 1월 2일     | 10.1%          | 12.7%        | 13.3%          | 13.7%        |
| 제27회      | 1월 8일     | 10.6%          | 12.2%        | 14.5%          | 14.8%        |
| 제28회      | 1월 9일     | 11.4%          | 13.4%        | 14.3%          | 14.7%        |
| 제29회      | 1월 15일    | 11.5%          | 13.8%        | 14.7%          | 15.6%        |
| 제30회      | 1월 16일    | 10.8%          | 12.3%        | 13.2%          | 13.4%        |
| 제31회      | 1월 22일    | 14.8%          | 16.6%        | 17.7%          | 18.4%        |
| 제32회      | 1월 23일    | 16.9%          | 20.4%        | 20.5%          | 22.2%        |
| 제33회      | 1월 29일    | 15.9%          | 18.2%        | 21.4%          | 22.8%        |
| 제34회      | 1월 30일    | 16.4%          | 18.6%        | 20.0%          | 21.5%        |
| 제35회      | 2월 5일     | 15.9%          | 19.6%        | 19.3%          | 20.0%        |
| 제36회      | 2월 6일     | 16.2%          | 19.8%        | 20.4%          | 22.2%        |
| 제37회      | 2월 12일    | 16.8%          | 20.2%        | 20.8%          | 22.6%        |
| 제38회      | 2월 13일    | 15.4%          | 18.2%        | 20.0%          | 22.1%        |
| 제39회      | 2월 19일    | 16.7%          | 19.4%        | 20.5%          | 21.8%        |
| 제40회      | 2월 20일    | 17.1%          | 21.2%        | 20.2%          | 21.9%        |
| 제41회      | 2월 26일    | 15.6%          | 18.5%        | 18.2%          | 18.7%        |
| 제42회      | 2월 27일    | 15.7%          | 18.8%        | 20.1%          | 21.0%        |
| 제43회      | 3월 5일     | 17.7%          | 21.2%        | 21.5%          | 23.8%        |
| 제44회      | 3월 6일     | 16.1%          | 19.2%        | 20.5%          | 22.2%        |
| 제45회      | 3월 12일    | 16.2%          | 19.6%        | 20.0%          | 21.7%        |
| 제46회      | 3월 13일    | 17.1%          | 20.9%        | 21.7%          | 23.3%        |
| 제47회      | 3월 19일    | 16.0%          | 19.4%        | 20.4%          | 21.3%        |
| 제48회      | 3월 20일    | 17.3%          | 20.6%        | 20.8%          | 22.0%        |
| 제49회      | 3월 26일    | 18.0%          | 21.0%        | 22.1%          | 22.9%        |
| 제50회      | 3월 27일    | 20.9%          | 24.3%        | 25.9%          | 27.1%        |
| 평균 시청률 | 평균 시청률 | 13.3%          | 15.0%        | 16.5%          | 17.5%        |

## 결방
- 2010년 11월 20일 : 7시 55분부터 2010년 아시안 게임 여자 축구 준결승전 <한국 VS 북한> 중계 편성으로 인해 앞시간대 드라마 <글로리아>와 동시 결방[3]
- 2010년 11월 27일 : 2010년 아시안 게임 폐회식 중계 편성으로 인해 앞시간대 드라마 글로리아와 동시 결방[4]

## 경쟁 프로그램
SBS 드라마
- 《인생은 아름다워》 : 2010년 3월 20일 ~ 2010년 11월 7일
- 《시크릿 가든》 : 2010년 11월 13일 ~ 2011년 1월 16일
- 《신기생뎐》 : 2011년 1월 23일 ~ 2011년 7월 17일

KBS 1TV 드라마
- 《근초고왕》 : 2010년 11월 6일 ~ 2011년 5월 29일

## 참고 사항
- SBS 《인생은 아름다워》와 《시크릿 가든》의 선전으로 시청률이 저조한 편이었으나, 《시크릿 가든》의 종영 후에 4% ~ 5% 정도 오르더니 32회부터 전국 시청률 20%를 돌파하였다.
- 주식회사 MBC는 TNmS의 시청률 조사방식 변경으로 인해 해당 드라마가 광고 추가수당을 받을 수 있는 시청률 15% 미만의 시청률을 기록했다며, 주식회사 TNmS를 상대로 손해배상 청구소송을 제기하였으나, 원고패소 판결을 받았다.[5]
- 집필자 정하연 작가는 2000년부터 삼화네트웍스와 드라마 극본 집필 계약을 체결하면서 "계약이 끝날 때까지는 다른 회사를 위해 작품을 쓸 수 없다"고 명시했지만 2010년 5월 해당 작품 극본을 울산 MBC에 제공하기로 결정했으며 이에 서울고법 민사32부는 2012년 11월 "정하연 작가는 제작사에 12억8260만 원을 배상하라"고 판결했다.[6]
- MBC ON에서 재방송되었다.